# Una donna di nome Golda
Una donna di nome Golda (A Woman Called Golda) è una miniserie televisiva del 1982 diretta da Alan Gibson e con protagonista Ingrid Bergman nel ruolo di Golda Meir, prima donna ad essere eletta primo ministro israeliano nel 1969.
Per l'attrice svedese, vincitrice di 3 premi Oscar nel 1945, nel 1957 e nel 1975 come miglior attrice protagonista, la miniserie fu l'ultima interpretazione della carriera: Ingrid Bergman morirà pochi mesi dopo la diffusione televisiva.

## Trama
Emigrata negli Stati Uniti dalla Russia insieme alla famiglia per scampare alle persecuzioni degli ebrei attraverso tutta l'Europa, la giovane Golda Meir aspira un giorno a lottare per il diritto del suo popolo ad avere finalmente uno Stato proprio. Dopo aver sposato Morris Meyerson, Golda si trasferisce per un breve periodo in Palestina, iniziando a lavorare in un kibbutz, per poi spostarsi definitivamente a Gerusalemme, dove mette al mondo due figli. Ma la grande ambizione lacera il suo matrimonio, che nonostante tutto continua fino alla morte del marito nel 1951. Finalmente, nel 1969, Golda viene eletta primo ministro d'Israele, dando però poi le dimissioni nel 1974 dopo la guerra del Kippur.

## Premi e riconoscimenti
- Primetime Emmy Awards
  - 1982 - Migliore film per la televisione